# قراض (القفر)

تعديل مصدري - تعديل

قراض محلة تابعة لقرية وقاح، التابعة لعزلة بني سباء بمديرية القفر إحدى مديريات محافظة إب في الجمهورية اليمنية، بلغ تعداد سكانها 38 حسب تعداد اليمن لعام 2004.